# Ludwik Sylwestrowicz
Ludwik Sylwestrowicz (ur. 26 kwietnia 1896 w Niżanach w pow. oszmiańskim, zm. 19 sierpnia 1920 w pod Dzibułkami) – żołnierz armii rosyjskiej, Wojska Polskiego na Wschodzie, Wojska Polskiego w II Rzeczypospolitej, kawaler Orderu Virtuti Militari.

## Życiorys
Urodził się w rodzinie Jana i Zofii z Turlajów. 
Absolwent gimnazjum w Poniewieżu.
W 1915 wcielony do armii rosyjskiej, a od 1917 żołnierz I Korpusu Polskiego. Po rozwiązaniu Korpusu wstąpił do Polskiej Organizacji Wojskowej na Wołyniu i Ukrainie.
W styczniu 1919 walczył w obronie Lwowa i pod Gródkiem Jagiellońskim.
Następnie wstąpił do odrodzonego Wojska Polskiego i w szeregach 1 pułku Ułanów Krechowieckich walczył na froncie przeciwbolszewickim. Zginął podczas brawurowej szarży pod Dzibułkami. 
Za bohaterstwo w walce odznaczony został Krzyżem Srebrnym Orderu Virtuti Militari.

## Ordery i odznaczenia
- Krzyż Srebrny Orderu Virtuti Militari (nr  8043)